# ユリ
ユリ（百合）は、ユリ目ユリ科のうち主としてユリ属（学名：Lilium）の多年草の総称である。属名の Lilium はラテン語でユリの意。和名の由来は、茎が高く風に揺れる様子から「揺り」であるとされる。古名はサイ（佐葦）といい、『古事記』（8世紀初頭）にも記載が見られる。

## 種としてのユリ

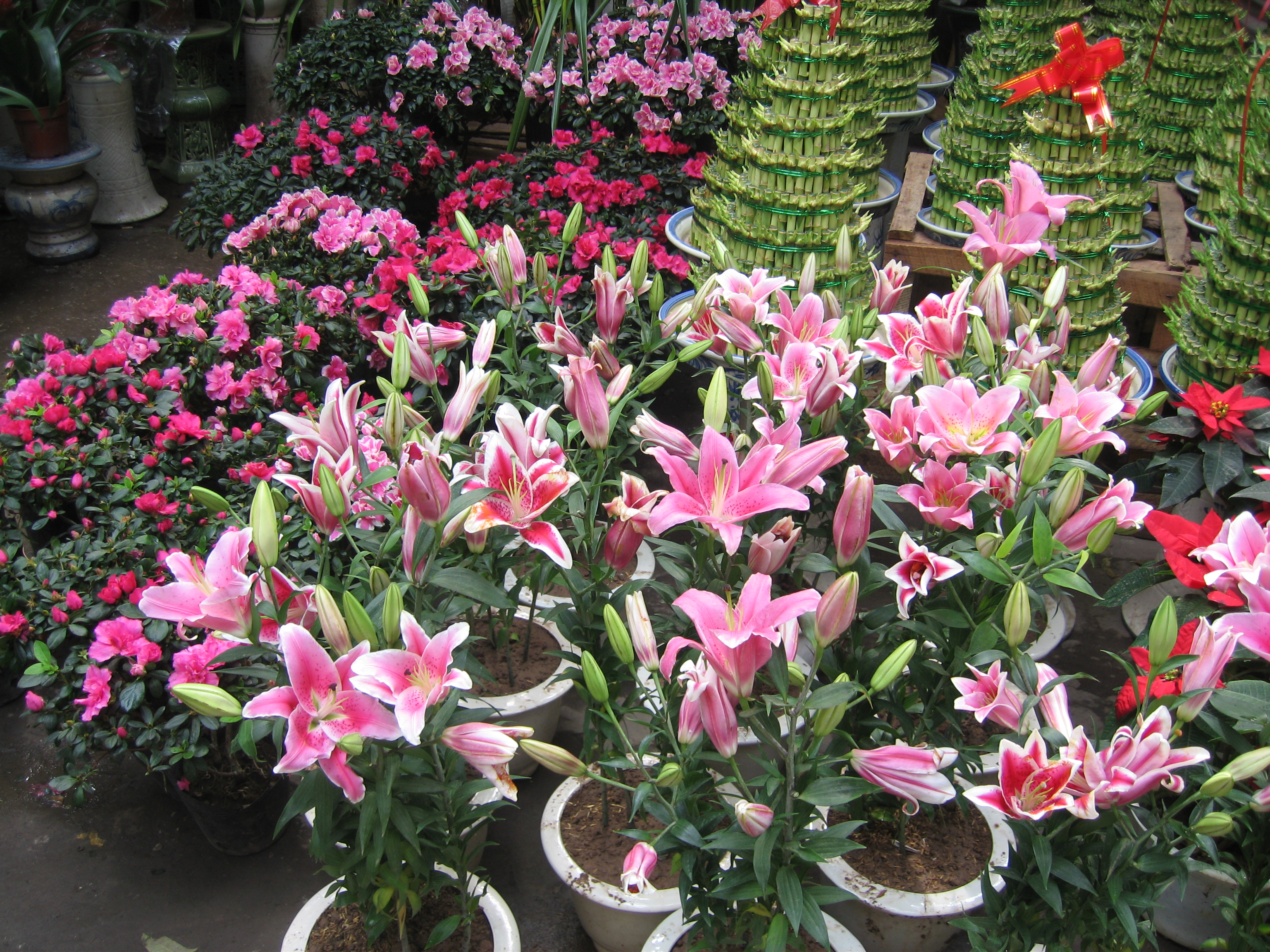
園芸店に並ぶユリ

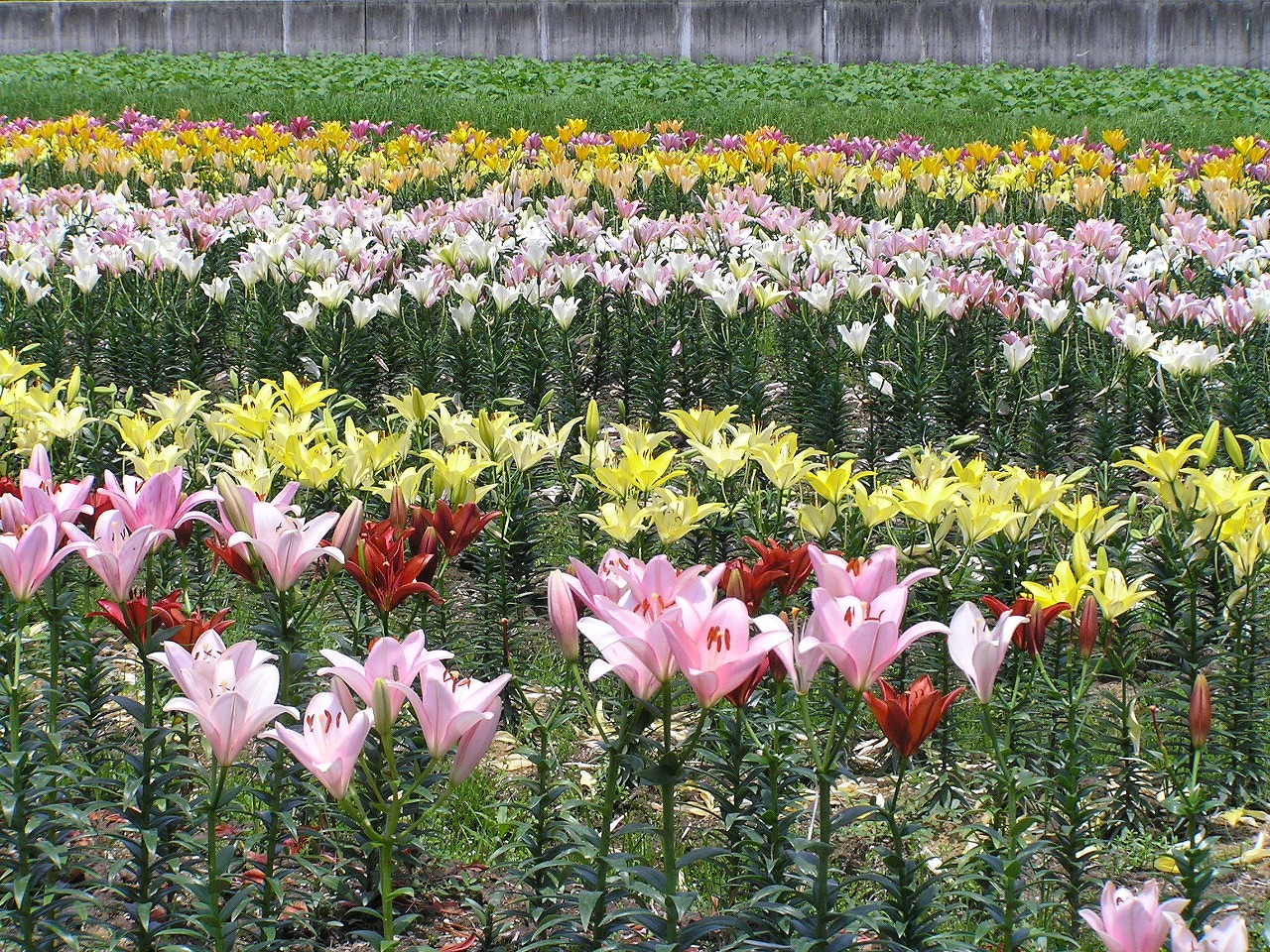
ユリ園に咲く多くの品種のユリ

北半球のアジアを中心にヨーロッパ、北アメリカなどの亜熱帯から温帯、亜寒帯にかけて広く分布しており、原種は100種以上、品種は約130品種（アジア71種、北アメリカ37種、ヨーロッパ12種、ユーラシア大陸10種）を数える。日本には15種があり7種は日本特産種である。
山岳地帯を含む森林や草原に自生することが多いが、数種は湿地に自生する。L. arboricola は唯一の着生植物である。
一般的に、石灰質でない弱酸性の土壌を好む。日本の園芸では秋植えの球根草として扱われる。
日本の代表的な種に、ヤマユリ（東北から近畿）、オニユリ（北海道から九州、自生または栽培）、カノコユリ（四国・九州）、コオニユリ（北海道から南西諸島）、ササユリ（中部から九州）、テッポウユリ（南西諸島）、オトメユリ（東北南部から新潟県の山地）などがある。

### 形態・特徴
鱗茎（球根）を有する。茎を高く伸ばし、夏に漏斗状の花を咲かせる。

### 系統・分類
ユリ属は以下の節に分類される。
- Sinomartagon節 - キカノコユリ（英語版）、オニユリ、コオニユリ、コマユリ（英語版）、ノヒメユリ、マツバユリ（英語版）ヒメユリ、イトハユリ（英語版）など
- Daurolirion節 - エゾスカシユリ、スカシユリなど
- Archelirion節 - ヤマユリ、オトメユリ、ササユリ、タモトユリ、カノコユリ、ウケユリなど
- Martagon節 - マルタゴンリリー（英語版）、タケシマユリ（英語版）、クルマユリ、チョウセンカサユリ（英語版）
- Liriotypus節 - ニワシロユリなど
- Pseudolirium節
- Leucolirion節 - ビンコウユリ（英語版）、テッポウユリ、タカサゴユリなど

なお#主な原種一覧も参照されたい。
- ヤマユリ Yamayuri
- オトメユリ Otomeyuri
- カノコユリ Kanokoyuri
- タカサゴユリ Takasagoyuri
- L. candidum
マドンナリリー Madonna lily
- クルマユリ
- L. martagon
（ユーラシア各地）
- スカシユリ Sukashiyuri
- オニユリ Oniyuri
- イトハユリ

#### ユリ属に属さない“ユリ”
以下のものは「ユリ」という名を冠してはいるがユリ属には属さず、系統の遠いものも含まれる。
- ユリ科には属するもの
  - ウバユリ Cardiocrinum cordatum （ウバユリ属 Cardiocrinum）
  - クロユリ Fritillaria camtschatcensis （バイモ属 Fritillaria）
  - アミガサユリ Fritillaria verticillata （バイモ属 Fritillaria）
- その他のもの
  - トラユリ Tigridia pavonia （アヤメ科 チグリジア属 Tigridia）
  - ユキゲユリ（チオノドクサ、キオノドクサ） Chionodoxa luciliae （ヒアシンス科 ユキゲユリ属 Chionodoxa）
  - キツネユリ Gloriosa　（イヌサフラン科　Gloriosa）
  - チゴユリ Disporum smilacinum （チゴユリ属 Disporum）
  - ナルコユリ Polygonatum falcatum （ナルコユリ属 Polygonatum）

## 園芸品種としてのユリ
欧米ではユリの品種改良の歴史は新しく、19世紀に日本や中国からヤマユリやカノコユリなどの原種が紹介されてからである。日本では、江戸時代初期からスカシユリが栽培されてきた。現在ではさまざまな色や形の品種が作り出され、世界中で愛されている。
- シトロネラ Citronella
- オリエンタル・ハイブリッドの一品種 Oriental hybrid
- トワイライト・ライフ Twilight life
- タンゴ Tango
- ブラック・ビューティー Black Beauty
- Lilium 'Matrix'
- テッポウユリ 園芸種 Leucolirion

### 分類
1964年に英国王立園芸協会によって定められた園芸分類に基づくと、次のように分類される。また、これらは交雑親に基づいて分類されているため、花の形などには非常にばらつきがある。

#### アジアティック・ハイブリッド（Division1）
アジア原産のユリを中心に交配された品種群でエゾスカシユリ、イワトユリ、ヒメユリ、イトハユリ、マツバユリ、オニユリ、コオニユリ、コマユリ、などを親とする。丈夫で、栽培も容易。香りはない。また日向を好む。一般的にこのグループはスカシユリと総称されることが多いが、本来のスカシユリの特徴（花弁の基部が細く、間が透けて見える）を持たない物も多い。代表的な品種にエンチャントメント、コネチカットキング、ロリポップなどがある。

#### マルタゴン・ハイブリッド（Division2）
マルタゴンリリー、タケシマユリ、クルマユリなどを親とした品種群。日本では一般的でない。
キャンディダム・ハイブリッド（Division3）
マルタゴンリリー、カルセドニカムとこれらに近縁なヨーロッパ原産のユリ（マルタゴンリリーを除く）をもとに育成された交配種。
アメリカン・ハイブリッド（Division4）
pardalinumなどアメリカ大陸原産のユリをもとに作られた交配種。

#### ロンギフローラム・ハイブリッド（Division5）
タカサゴユリや日本原産のテッポウユリなどをもとに作られた品種群で、この2種の交雑種は新テッポウユリと呼ばれ、実生1年で開花することから切り花に利用されている。

#### トランペット・オーレリアン・ハイブリッド（Division6）
中国原産のキカノコユリ、ビンコウユリ、ハカタユリなどを中心とした品種群。代表的な品種にゴールデンスプレンダーやアフリカンクイーンなどがある。また、トランペット・ハイブリッドとオリエンタル・ハイブリッドの交配によってオリエンタルハイブリッドの形を残しつつ強健な品種を作り出すことに貢献した分類である。OTハイブリッドの代表種にイエローウィンなどがある。

#### オリエンタル・ハイブリッド（Division7）
ヤマユリやカノコユリ、サクユリなどの芳香性のあるユリを交配して作られた品種群で日陰を好む。アジアティック・ハイブリッドほど丈夫ではないが、香りのある優雅で華麗な花が魅力である。「カサブランカ」が有名である。ヤマユリの変種であるサクユリとカノコユリがカサブランカを生み出す交配で主要な役割を果たした。

#### その他の交配種群（Division8）
近年では組織培養などの技術によりLAハイブリッド（ロンギフローラム・ハイブリッドとアジアティック・ハイブリッド）、LOハイブリッド（ロンギフローラム・ハイブリッドとオリエンタル・ハイブリッド）、OTハイブリッド（オリエンタル・ハイブリッドとトランペット・ハイブリッド）などの品種群が作られている。

#### 原種（Division9）
全ての野生種とその変種が該当する。

### 栽培方法
植栽時期は10-11月。5-8月ごろ開花する。
病気にかかって球根が腐りやすいため排水のよい清潔な土に植えつける。球根の上にも根が出るので地表から最低球根1個分以上は下の土に植える。加湿に弱いので梅雨の時期の病気に気をつける。また極度の乾燥を嫌うので気温が高い時期は気をつける。
増殖には種子をまいて実生を得る。球根の鱗茎を挿す鱗茎挿し。木子ができるものは木子を植えるなどがある。しかしどの方法も栽培して増殖するには時間がかかるので、最近は組織培養して増殖したものも増えてきた。組織培養による増殖では、特に花糸など花器を材料に用いた組織培養は球根を掘る必要がないので、野生の希少種を増殖する場合によく用いられる。

## 有用植物としてのユリ

### 食用
日本では、ヤマユリ、コオニユリ、オニユリの3種がその鱗茎（ユリ根）を食用とするため商業栽培されている。苦みを除くためにあらかじめ軽く煮てから、金団や雑煮、茶碗蒸し、がんもどき、味噌汁などに用いる。古くから百合根とよばれて独特の苦みが親しまれてきたが、その苦みがあるため特に若年層からは敬遠されているという。
中国ではハカタユリ、イトハユリ、オニユリの鱗片を乾燥させたものを百合干と呼び、水でもどして炒め物にしたり、すりおろしてスープにとろみをつけたり、澱粉の原料とする。
ただし、猫などの一部の動物に与えると中毒症状（タマネギ中毒）に陥る食べ物の一種である。これはヒトにおいても過剰摂取した場合は症状を発症する。

### 薬用
オニユリ、ハカタユリ、その他 Lilium 属の球根は百合（「びゃくごう」と読む）という生薬である。滋養強壮、利尿、鎮咳などの効果があり、辛夷清肺湯（しんいせいはいとう）などに使われる。

## 文化の中のユリ

酒井抱一『風雨草花図』（右隻）、1820年代。

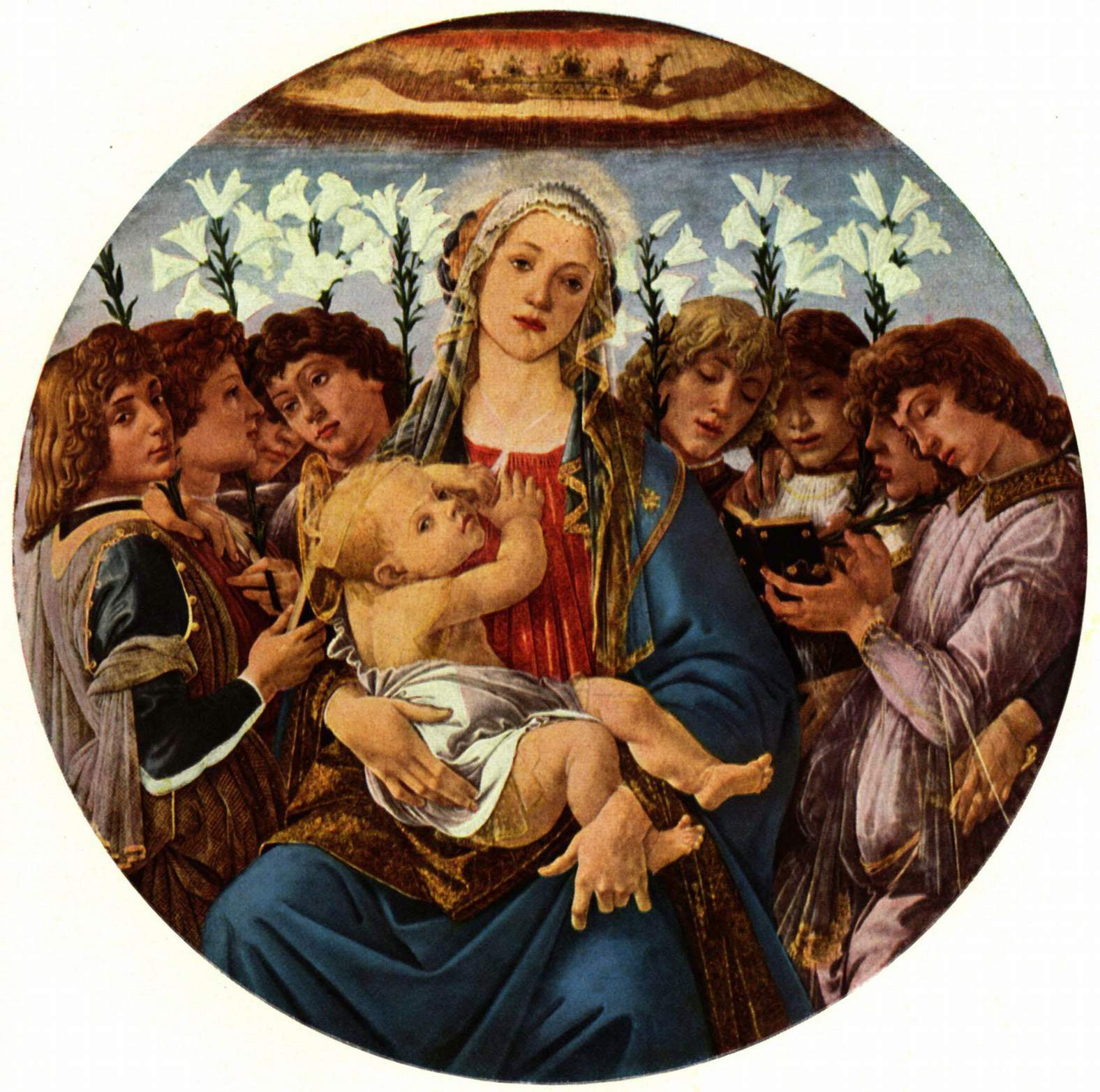
ボッティチェッリ『歌う天使たちと聖母子』（1477頃）

ボスニア・ヘルツェゴビナ連邦の国旗

### 東洋
東洋ではユリは食用や薬用に使用される。花の観賞は、日本では前近代にまでさかのぼる奈良の率川（いさかわ）神社の三枝祭（さいくさのまつり）などの例外もあるが、明治30年代頃からである。幕末にフィリップ・フランツ・フォン・シーボルトが日本のユリの球根を持ち帰り、復活祭に用いられるイースター・リリーとして大流行すると、球根は近代日本の絹に次ぐ二番目の主要輸出品として外貨を獲得した。なお持ち帰られたのは琉球列島原産のテッポウユリであり、これが現在のイースターの象徴として定着していった。そしていわば逆輸入されるかたちで明治末に鑑賞花として流行した。ただし、テッポウユリに関しては、現在主流となっている品種「ひのもと」は、時代を下り、1944年に屋久島から福岡県に持ち帰られた球根の後裔が、1962年に種苗名称登録に出願されものである。
輸出用の栽培は、原産地の沖縄以外にも、主に富士山麓から神奈川にかけて広く行われた。
美女の形容として「立てば芍薬、坐れば牡丹、歩く姿は百合の花」がある。

### 西洋
ユリは聖書にしばしば登場する花のひとつである。新約聖書「マタイによる福音書」には「ソロモンの栄華もユリに如かず」とあるが、これは、人間の作り上げたものは神の創造物（自然）には及ばないことの比喩である。ただし、新約聖書時代のイスラエルでは、ユリは一般的な花ではなく、この場合のユリは野の花一般のことだと考えられている。
キリスト教においては白いユリ（マドンナリリー）の花が純潔の象徴として用いられ、聖母マリアの象徴として描かれる。天使ガブリエルはしばしばユリの花をたずさえて描かれる。これはガブリエルがマリアに受胎告知を行った天使であることを示す図像学上のしるしである。
ミノア文明の遺跡のひとつであるクノッソス宮殿の壁画にはユリが描かれている。
フルール・ド・リス（Fleur-de-lis）と呼ばれる歴代のフランス国王の紋章は意匠化されたユリの花（アイリスの花という説もある）であり、青地に金で描かれる。フルール・ド・リスはまたフランス王位継承権を要求していた頃のイングランド国王の紋章にも登場する。また、ボスニア・ヘルツェゴビナでは1998年までの国旗と、現在のボスニア・ヘルツェゴビナ連邦の国旗・国章にはボシュニャク人のシンボルとしてフルール・ド・リスがあしらわれる。

## 主な原種一覧
- Lilium amabile コマユリ
- Lilium alexandrae ウケユリ
- Lilium arboricola
- Lilium auratum ヤマユリ Yamayuri
- Lilium bolanderi
- Lilium bosniacum
- Lilium brownii
  - Lilium brownii var. viridulum ハカタユリ
- Lilium bulbiferum
- Lilium callosum
- Lilium canadense
- Lilium candidum ニワシロユリ（マドンナリリー）
- Lilium carniolicum
- Lilium cernuum マツバユリ
- Lilium chalcedonicum
- Lilium columbianum
- Lilium concolor ヒメユリ
- Lilium davidii
- Lilium distichum
- Lilium formosanum タカサゴユリ
- Lilium grayi
- Lilium hansonii タケシマユリ
- Lilium henryi キカノコユリ
- Lilium humboldtii
- Lilium iridollae
- Lilium japonicum ササユリ
- Lilium kelloggii
- Lilium kelleyanum
- Lilium lancifolium オニユリ
- Lilium ledebourii
- Lilium leichtlinii コオニユリ
- Lilium leucanthum
- Lilium longiflorum テッポウユリ
- Lilium maculatum スカシユリ
- Lilium majoense
- Lilium maritimum
- Lilium martagon マルタゴンリリー
- Lilium medeloides クルマユリ
- Lilium michauxii
- Lilium michiganense
- Lilium monadelphum
- Lilium nanum
- Lilium neilgherense
- Lilium nepalense ウコンユリ
- Lilium nobilissimum タモトユリ
- Lilium occidentale
- Lilium oxypetalum
- Lilium pardalinum
- Lilium parryi
- Lilium parvum
- Lilium pensylvanicum
- Lilium philadelphicum
- Lilium philippinense
- Lilium polyphyllum
- Lilium pomponium
- Lilium pumilum イトハユリ
- Lilium pyrenaicum
- Lilium regale ビンコウユリ（リーガルリリー）
- Lilium rosthornii
- Lilium rubellum オトメユリ
- Lilium rubescens
- Lilium sargentiae サルゲンティアエ
- Lilium souliei
- Lilium speciosum カノコユリ
- Lilium sulphureum
- Lilium superbum
- Lilium tsingtauense チョウセンカサユリ
- Lilium wallichianum
- Lilium wardii
- Lilium washingtonianum
- Lilium wenshanense
- Lilium xanthellum